# Judería de Badajoz
Se conoce como Judería de Badajoz al antiguo barrio judío que se encontraba en la ciudad española de Badajoz desde la Reconquista de la ciudad por el rey de León, hasta la expulsión de los judíos en 1492. Esta aljama pasó por todas las vicisitudes que afectaron al judaísmo hispano, hasta la expulsión de 1492. La ciudad fue muchas veces escenario de autos de fe, ya que los conversos pretendían profesar una religión en la que no creían. Se sabe que en 1635 lograron huir a Portugal unos 150 criptojudíos, acusados de haber practicado las ideas iluministas que se habían desarrollado allí unos años atrás. 
La judería de Badajoz era una de las más grandes de España en la segunda mitad del siglo XV. Hasta 1480 los judíos vivieron diseminados por la ciudad. A partir de ese año, por orden de los Reyes Católicos, se formó el barrio judío. La judería se encontraba en la actual calle de San Lorenzo, que da a la Plaza Alta, en la que todavía se conserva un arco de carácter medieval. Aunque existen noticias de la existencia de dos sinagogas en Badajoz, si bien parece que una de ellas se situaba en la Alcazaba de Badajoz.

## Historia
La comunidad judía de Badajoz comenzó a asentarse y a crecer a comienzos del siglo XI, cuando la ciudad pacense se convirtió en capital de un reino bereber que se extendía hasta la mitad de la Lusitania romana. La artesanía y el comercio, y éste con carácter hasta internacional, eran sus actividades más importantes. En los archivos de El Cairo hay documentos que describen actividades comerciales de los judíos de Badajoz con ciudades del Oriente.
Tras la toma de Badajoz por las tropas cristianas de Alfonso IX de León, el 19 de marzo de 1230, a los antiguos moradores se les respetó parte de sus bienes, pero por lo general fueron desalojados de sus viviendas siendo ocupadas por los cristianos.
La población musulmana se fue ubicando entre la Torre de la Atalaya y la orilla del Rivillas, esta zona es la que propiamente podemos considerar la morería de Badajoz, que comprendía las actuales calles de Campillo, Constantina, Jarilla, Peralillo, Castillo, Concepción y limitando con la judería en su borde occidental, calles Arjona, Cerrajería y San Lorenzo.
Los judíos vivían en Badajoz diseminados por la ciudad, aunque seguramente se produciría una mayor concentración en las cercanías del castillo, donde había una sinagoga en torno a la cercana plaza principal, hoy Plaza Alta. Cuando en 1480 se ordena el apartamiento de los judíos, se formaría el barrio que ha quedado como judería y donde seguramente ya vivían muchos de ellos.

## Ubicación
De la judería de Badajoz se conoce muy poco a pesar de que albergó durante cierto tiempo un buen número de familias de origen hebreo. Según diversos historiadores, la judería ocuparía las traseras de lo que hoy conocemos como Plaza Alta, de la que se tiene constancia de dos sinagogas.
La casa que ocupa la esquina entre las calles Norte y Encarnación, en la plaza de Santa María, alberga en su interior elementos arquitectónicos e indicios de haber sido la primera sinagoga de Badajoz, en un amplio barrio judío, junto a la Plaza Alta y la Plaza de San José, siendo de las más importantes de la región. Supone el primer templo judío, de los siglos XI al XIII, la otra debió estar, al parecer, en el interior de la alcazaba árabe . La casa alberga estancias que podrían ser las salas de hombres y mujeres, y una nave abovedada con conducción de aguas, y al lado habría una escuela.
El barrio judío o judería pacense se extiende además de la plaza Alta por las calles Encarnación, Norte, Moreno Zancudo, San Lorenzo, Soto Mancera, parte de San Pedro de Alcántara, Brócense y Concepción Arenal, con las que también se identificó en un tiempo con el conocido como Barrio Chino, que fue otra de las características aplicaciones de las antiguas juderías. Rodeada de casas de canónigos y caballeros, una de las sinagogas estuvo emplazada en el castillo y la otra en la calle de San Lorenzo.
La Judería de Badajoz es una de las más grandes de España en la segunda mitad del siglo XV. Esta aljama pasó por todas las vicisitudes del judaísmo hispano.